# Воватоса (Вісконсин)
Воватоса (англ. Wauwatosa) — місто (англ. city) в США, в окрузі Мілвокі штату Вісконсин. Населення — 48 387 осіб (2020).

## Географія
Воватоса розташована за координатами 43°3′47″ пн. ш. 88°2′8″ зх. д. / 43.06306° пн. ш. 88.03556° зх. д. (43.063119, -88.035570).  За даними Бюро перепису населення США в 2010 році місто мало площу 34,31 км², з яких 34,30 км² — суходіл та 0,01 км² — водойми.

### Клімат
Місто знаходиться у зоні, котра характеризується вологим континентальним кліматом з теплим літом. Найтепліший місяць — липень із середньою температурою 21.7 °C (71 °F). Найхолодніший місяць — січень, із середньою температурою -6.1 °С (21 °F).
| Клімат Воватоси         | Клімат Воватоси | Клімат Воватоси | Клімат Воватоси | Клімат Воватоси | Клімат Воватоси | Клімат Воватоси | Клімат Воватоси | Клімат Воватоси | Клімат Воватоси | Клімат Воватоси | Клімат Воватоси | Клімат Воватоси | Клімат Воватоси |
| Показник                | Січ.            | Лют.            | Бер.            | Квіт.           | Трав.           | Черв.           | Лип.            | Серп.           | Вер.            | Жовт.           | Лист.           | Груд.           | Рік             |
| Середній максимум, °C   | −2              | 0               | 5               | 13              | 20              | 25              | 28              | 27              | 22              | 16              | 7               | 0               | 13              |
| Середня температура, °C | −6              | −5              | 0               | 7               | 13              | 19              | 22              | 21              | 16              | 10              | 2               | −4              | 7               |
| Середній мінімум, °C    | −11             | −9              | −4              | 2               | 7               | 13              | 15              | 15              | 11              | 5               | −1              | −8              | 2               |
| Норма опадів, мм        | 39              | 32              | 56              | 75              | 86              | 93              | 81              | 87              | 87              | 60              | 57              | 40              | 793             |
| ----------------------- | --------------- | --------------- | --------------- | --------------- | --------------- | --------------- | --------------- | --------------- | --------------- | --------------- | --------------- | --------------- | --------------- |
| Джерело: Weatherbase    |                 |                 |                 |                 |                 |                 |                 |                 |                 |                 |                 |                 |                 |

## Демографія
Згідно з переписом 2010 року, у місті мешкало 46 396 осіб у 20 435 домогосподарствах у складі 11 969 родин. Густота населення становила 1352 особи/км².  Було 21520 помешкань (627/км²).
Расовий склад населення:
| - 89,6 % — білих - 4,5 % — чорних або афроамериканців - 2,8 % — азіатів - 0,3 % — корінних американців - 0,1 % — вихідців з тихоокеанських островів |

До двох чи більше рас належало 2,2 %. Частка іспаномовних становила 3,1 % від усіх жителів.
За віковим діапазоном населення розподілялося таким чином: 21,9 % — особи молодші 18 років, 61,5 % — особи у віці 18—64 років, 16,6 % — особи у віці 65 років та старші. Медіана віку мешканця становила 39,8 року. На 100 осіб жіночої статі у місті припадало 87,4 чоловіків;  на 100 жінок у віці від 18 років та старших — 83,8 чоловіків також старших 18 років.
Середній дохід на одне домашнє господарство  становив 87 225 доларів США (медіана — 69 460), а середній дохід на одну сім'ю — 113 673 долари (медіана — 96 601). Медіана доходів становила 60 255 доларів для чоловіків та 51 388 доларів для жінок. За межею бідності перебувало 6,4 % осіб, у тому числі 4,5 % дітей у віці до 18 років та 7,3 % осіб у віці 65 років та старших.
Цивільне працевлаштоване населення становило 25 689 осіб. Основні галузі зайнятості: освіта, охорона здоров'я та соціальна допомога — 33,8 %, науковці, спеціалісти, менеджери — 13,1 %, виробництво — 12,5 %.

## Відомі люди
- Марія Савчин — діячка ОУН, дружина полковника УПА Василя Галаси, померла тут.